# Municipalità di Marrickville
La municipalità di Marrickville è una local government area che si trova nel Nuovo Galles del Sud. Si estende su una superficie di 17 chilometri quadrati e ha una popolazione di 79.215 abitanti. La sede del consiglio si trova a Petersham.